# Broumov
Broumov (tschechische Aussprache: [ˈbroumof], deutsch Braunau) ist eine Stadt in Tschechien an der Grenze zur polnischen Woiwodschaft Niederschlesien.

## Geographie
Broumov liegt an der Einmündung des Liščí potok (Voigtsbach) in den Fluss Steine im nordöstlichen Teil Böhmens, etwa 30 km südlich von Wałbrzych (Waldenburg), 34 km nordwestlich von Kłodzko (Glatz) und 30 km nordöstlich von Náchod (Nachod) und gehört zur Region Königgrätz.
Westlich der Stadt befinden sich die Braunauer Wände und die Adersbacher und Weckelsdorfer Felsen, zwei Naturdenkmale. Aufgrund der dort vorhandenen bizarren Felsformationen sind sie ein beliebtes Ausflugsziel für Touristen. Die Stadt ist das Zentrum des Braunauer Ländchens (Broumovsko).

## Stadtgliederung
Die Stadt Broumov besteht aus den Ortsteilen Broumov (Braunau), Olivětín (Ölberg), Poříčí (Sand), Nové Město, Kolonie 5. května, Velká Ves (Großdorf), Benešov (Straßenau) und Rožmitál (Rosental). Grundsiedlungseinheiten sind Benešov, Broumov-střed, Nové Město, Olivětín, Olivětín-východ, Plochý vrch, Rožmitál, Sídliště Křinické, Spořilov (Stumpfkolonie), U nádraží, U Stěnavy und Velká Ves.
Das Gemeindegebiet gliedert sich in die Katastralbezirke Benešov u Broumova, Broumov, Rožmitál und Velká Ves u Broumova.

## Geschichte

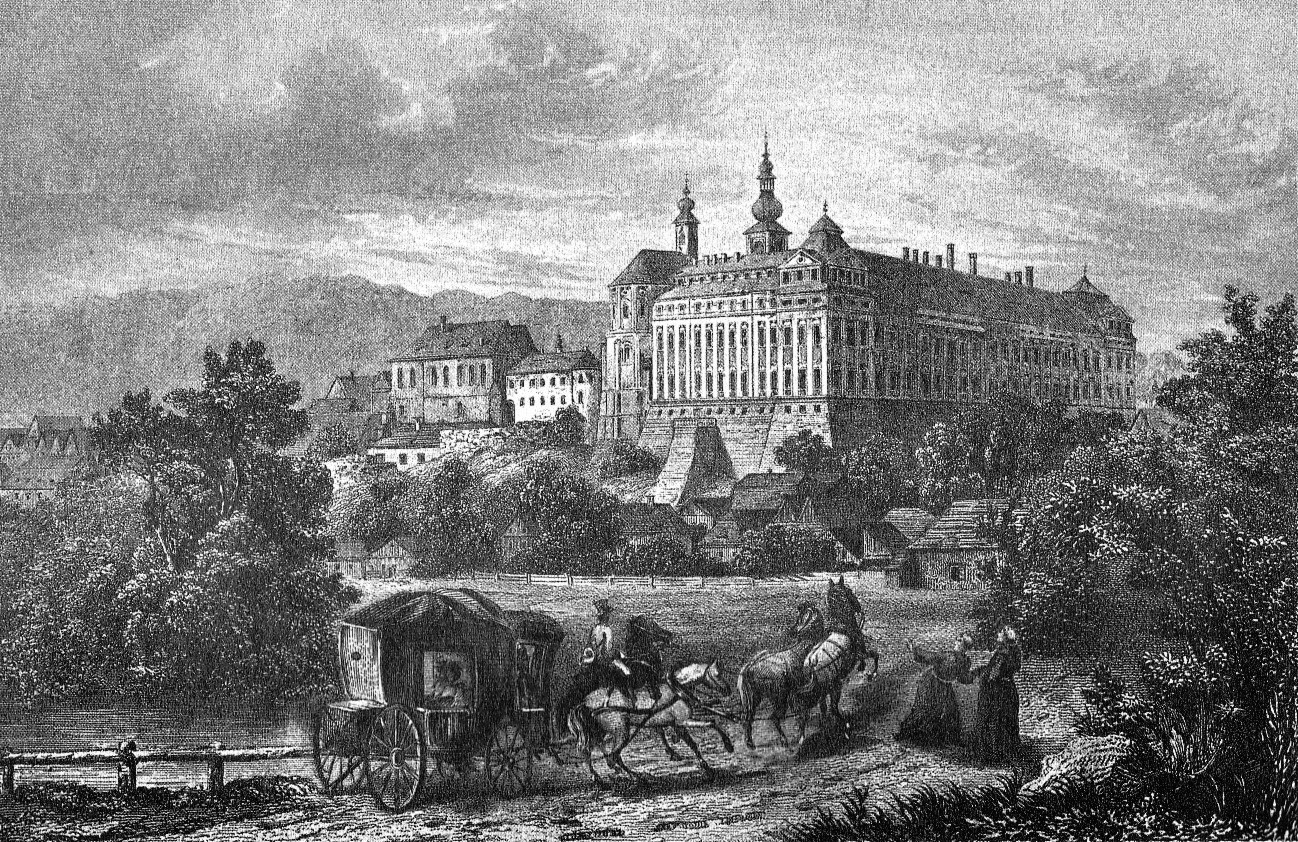
Klosteranlage um 1850

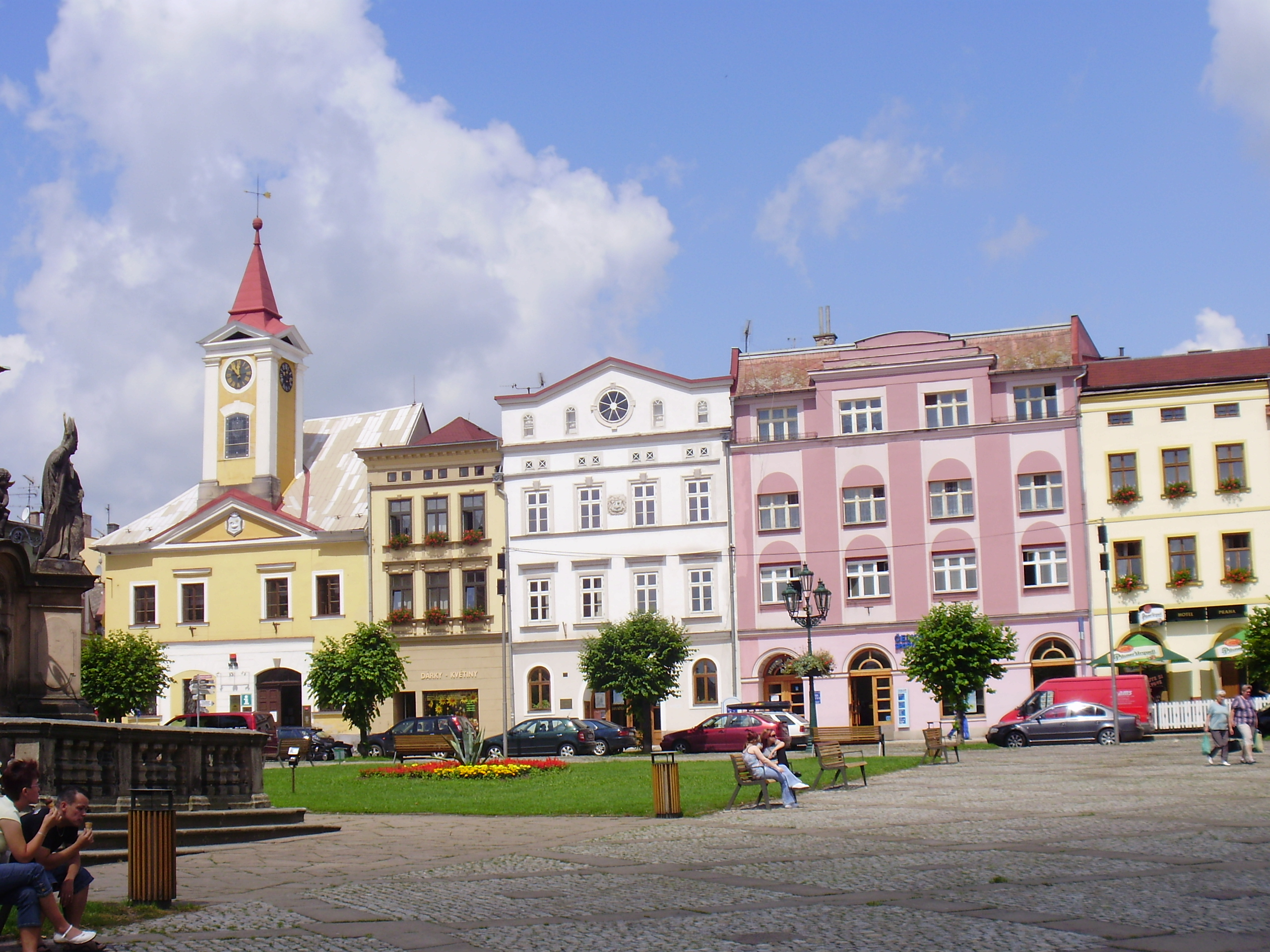
Marktplatz

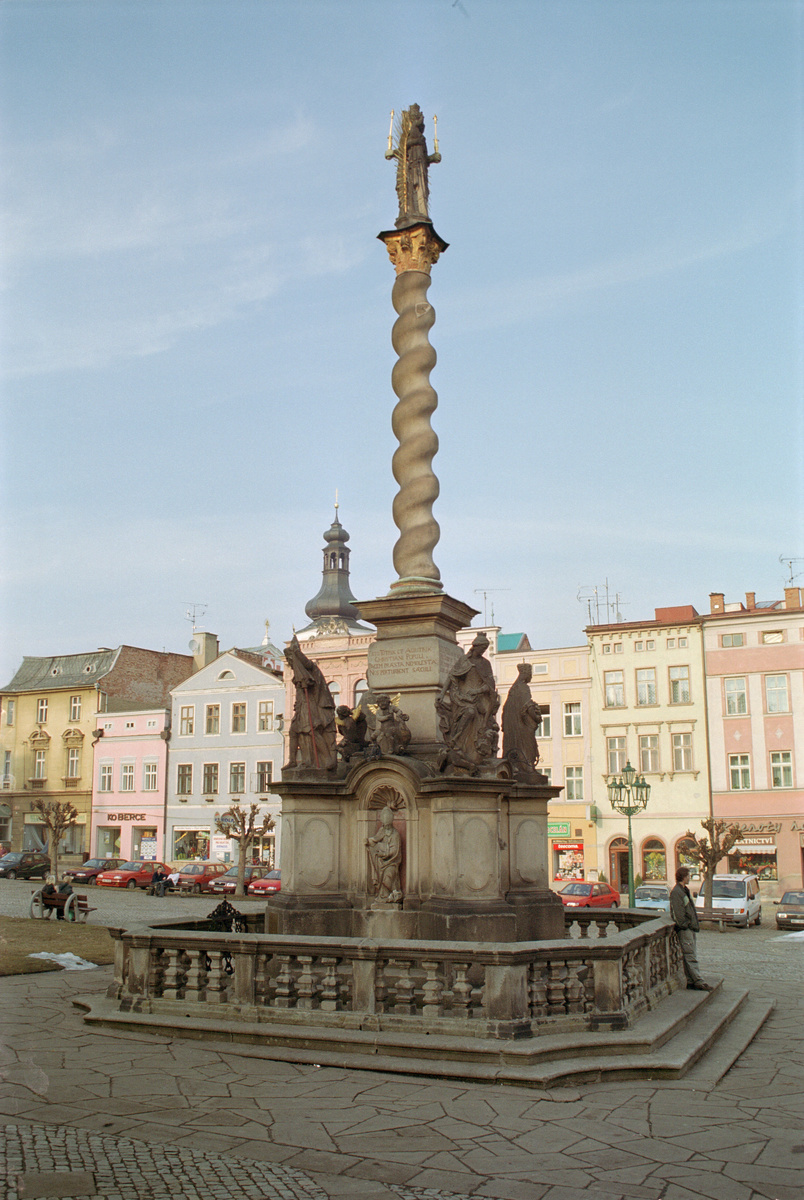
Mariensäule auf dem Marktplatz von Broumov

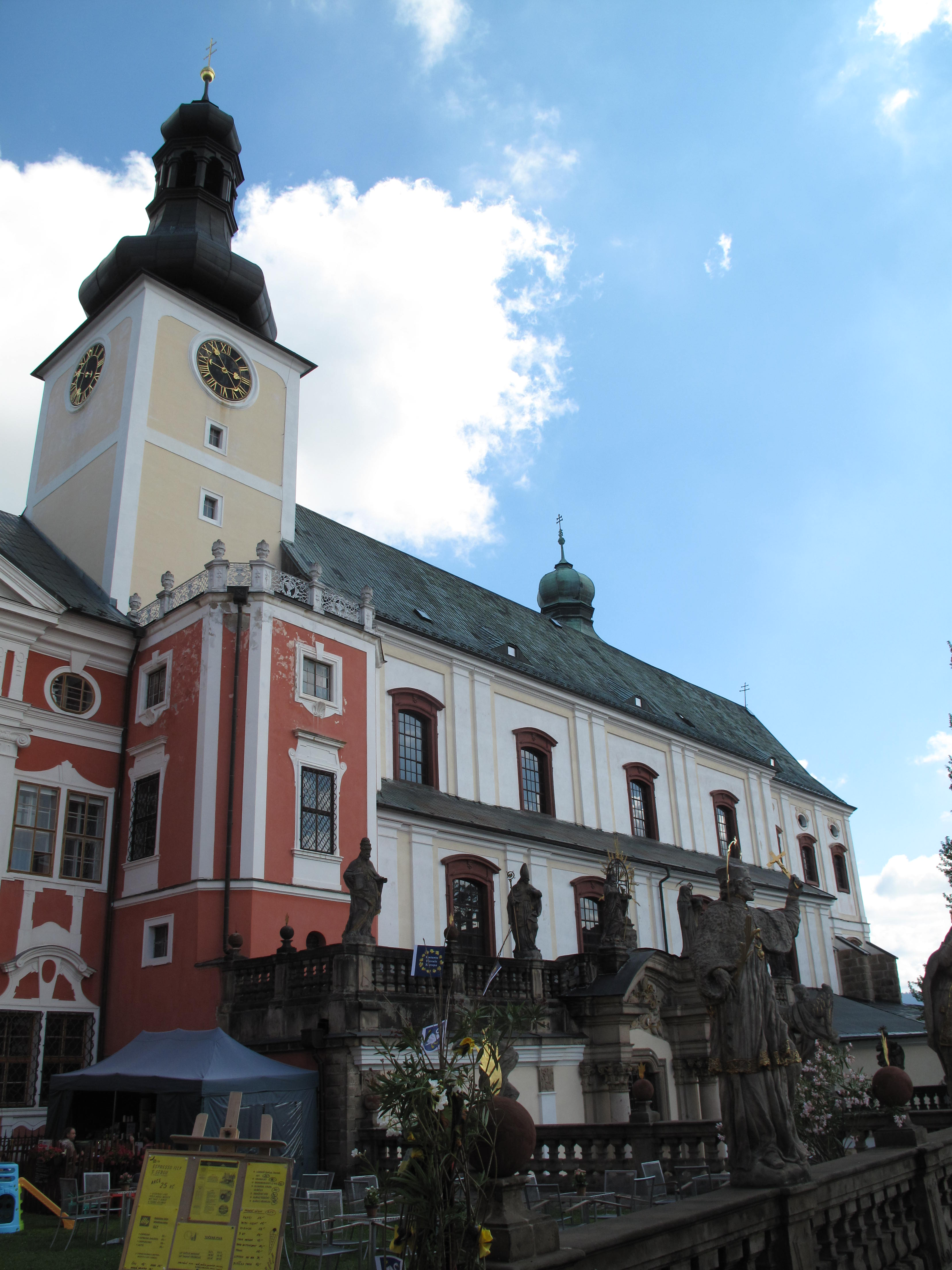
Benediktiner-Stiftskirche

Die Stadt Braunau wurde vom Zeitpunkt ihrer Gründung an über sieben Jahrhunderte durch die Tätigkeit des Benediktinerordens in der Abtei des Heiligen Wenzel geprägt. Der rasche Aufstieg der Stadt hing wesentlich mit der Prosperität des Tuchmachergewerbes zusammen, dessen Absatzmärkte sich vor allem im Inneren Böhmens sowie im benachbarten Schlesien befanden.
Das Braunauer Land wurde durch die Benediktinerabtei Břevnov kolonisiert. Vermutlich im Jahr 1255 wurde Braunau als Marktort gegründet und bildete fortan den wirtschaftlichen Mittelpunkt sowie das Verwaltungszentrum der Grundherrschaft des Ordens. 1348 wurden dem Abt des Stiftes Břevnov von Kaiser Karl IV. dieselben Rechte über dessen Untertanen verliehen, wie sie die königlichen Städte Glatz und Königgrätz damals besaßen.
Der historische Stadtkern von Braunau wurde auf einem Sporn zwischen dem Voigtsbach und der Steine angelegt; er hat einen typisch schlesischen Grundriss. Dabei begrenzen zwei parallel verlaufende Hauptstraßen von zwei Seiten den großen Marktplatz und treffen an den sich gegenüber liegenden Stadttoren zusammen. Der Rand eines Felsenvorsprungs wurde nach der Planung des Lokators einer Burg und der Pfarrkirche vorbehalten. Unterhalb der Stadtmauern wurden die Vorstädte Obersand, Mittelsand und Niedersand mit Mühlen, Walken, befestigtem Meierhof, Bad und Hospital gegründet.
Die ursprüngliche aus dem Mittelalter stammende hölzerne Verbauung ist bis auf die Friedhofskirche Unserer Lieben Frau nach mehreren Bränden verschwunden. Nach einem Brand im Jahr 1306 wurde die Burg zu einem befestigten Kloster mit der Kirche St. Adalbert umgebaut. Ebenso wie die Klosterkirche wurde auch die Pfarrkirche St. Peter und Paul aus Stein erbaut.
Braunau wurde im Verlauf des 14. Jahrhunderts zu einem der bedeutendsten Kulturzentren in Nordostböhmen. Mit dem Bau der Stadtmauer wurde im Jahr 1357 begonnen. Die Arbeiten waren 1380 beendet. Wachsender Wohlstand führte zum Bau von steinernen Häusern auf dem Ringplatz und den anliegenden Gassen. Im Stil der Renaissance wurde nach dem großen Brand im Jahr 1549 auch das Kloster wieder aufgebaut.
Braunau schloss sich im 15. Jahrhundert der hussitischen Bewegung an. Im Rahmen der Gegenreformation ließ die Katholische Liga 1617 die protestantisch genutzte Wenzelskirche in Braunau schließen. Die protestantischen Stände Böhmens sahen hierin, wie in dem parallel erfolgten Abriss der Kirche in Klostergrab, einen Verstoß gegen die im Majestätsbrief von 1609 gewährte Religionsfreiheit und erhoben sich im Böhmischen Ständeaufstand gegen die Herrschaft der Habsburger, was zum Auslöser des Dreißigjährigen Krieges wurde.
In der Zeit des Barock kam es zu einem allgemeinen Aufstieg der Abtei Břevnov. Nach Überwindung der katastrophalen Folgen des Dreißigjährigen Krieges erlangte der Orden besonders unter den Äbten Thomas Sartorius (1663–1700) und Othmar Daniel Zinke (1700–1738) beachtliche wirtschaftliche Einnahmen. Diese ermöglichten in Braunau die Erneuerung aller Kirchen und des von der Feuersbrunst vernichteten Klosters nach Entwürfen des Baumeisters Martin Allio. Unter der Leitung von Christoph Dientzenhofer wurden die Terrassen und Höfe errichtet, das Stifts-Gymnasium und die Stifts-Apotheke gebaut. Schließlich wurden auch die Entwürfe des Kilian Ignaz Dientzenhofer realisiert, zu denen der gesamte Umbau des Braunauer Klosters in den Jahren 1728–38 zählte.
Die Schlesischen Kriege hatten verhängnisvolle Auswirkungen auf die Stadt Braunau. Zum einen kam es zu Plünderungen durch vorbeiziehende Truppen, zum anderen wurden durch die preußische Besetzung von Schlesien und Glatz jahrhundertealte Handels- und Kulturbeziehungen unterbrochen. Durch die Kriegsereignisse beschränkte sich die Bautätigkeit des Ordens auf Instandsetzungen nach den Bränden in den Jahren 1757 und 1759. In ihrer volkstümlichen Ausformung überlebte die Barockkultur im Braunauer Ländchen bis 1848.
In der ersten Hälfte des 19. Jahrhunderts entstanden mit Beginn der Industrialisierung die ersten Industrieanlagen und außerhalb der Stadtmauer Villen der Fabrikanten und Mietshäuser für die Werktätigen. Am 14. Juli 1847 ging zwischen Braunau und Hauptmannsdorf der Braunauer Meteorit nieder. 1856 errichtete Josef von Schroll in Ölberg eine erfolgreiche, mechanische Weberei, der 1860 und 1876 noch zwei weitere Fabriken in Braunau folgten. Nach dem Ende der Erbuntertänigkeit wurde Braunau 1850 Sitz eines Bezirksgerichts (Gerichtsbezirk Braunau).
Der Deutsche Krieg von 1866 und seine wirtschaftlichen Folgen hatten eine Auswanderungswelle nach Lateinamerika, vor allem nach Chile, zur Folge. So wurde 1875 nördlich von Puerto Montt der Ort Nueva Braunau gegründet.
Nach dem Ende des Ersten Weltkriegs und dem Zerfall der Monarchie Österreich-Ungarn kam Braunau am 28. Oktober 1918 wie ganz Böhmen durch den Vertrag von Saint-Germain im September 1919 zur neugegründeten Tschechoslowakei und wurde von tschechischen Truppen besetzt. In der Zwischenkriegszeit entstanden neue Vorstadtsiedlungen; nördlich – – an der Trautenauer Straße – die „Stumpfkolonie“, westlich – an der Straße nach Weckersdorf – die „Neue Heimat“, sowie südlich an der Straße zu den Krimshäusern die „Siedlung am Schafferberg“.
Nach dem Münchner Abkommen vom 30. September 1938 wurde die Stadt mit dem neu gegründeten Reichsgau Sudetenland ins Deutsche Reich eingegliedert und war Kreisstadt des Landkreises Braunau im Regierungsbezirk Aussig. 1939 erhielt die Siedlung „die neue Heimat“ zu Ehren des nationalsozialistischen Politikers Hubert Birke den neuen Namen „Hubert-H.-Birke-Siedlung“. Am Ende des Zweiten Weltkriegs wurde Braunau von Einheiten der Roten Armee besetzt und die politische Verwaltung übernahmen die sich bildenden tschechoslowakischen Machtorgane. In der Umbruchsituation der ersten Nachkriegswochen kam es zu Plünderungen und Vertreibungen der deutschsprachigen Bevölkerung. Die leerstehenden Gebäude wurden von Neusiedlern aus den anliegenden Bezirken Ostböhmens, der Slowakei und Re-Immigranten aus dem Ausland übernommen. Somit war die Bevölkerung Braunaus weitgehend tschechischsprachig geworden. Auch die Benediktiner des Stiftes Broumov wurden ausgewiesen und kamen als Heimatvertriebene nach Niederbayern ins Kloster Rohr.
1961 verlor die Stadt ihren Status als Bezirksstadt und kam zum Okres Náchod.

## Bevölkerung
Bis 1945 war Braunau überwiegend von Deutschböhmen besiedelt, die vertrieben wurden.
| Jahr | Einwohner | Anmerkungen        |
| ---- | --------- | ------------------ |
| 1830 | 2.908     | in 424 Häusern     |
| 1834 | 3.019     | in 424 Häusern     |
| 1900 | 7.609     | deutsche Einwohner |
| 1930 | 7.356     | [ 10 ]             |
| 1939 | 6.379     | [ 10 ]             |

Bevölkerungsentwicklung nach Ende des Zweiten Weltkriegs
(Stand: 31.12. des jeweiligen Jahres)
| Jahr | Einwohner |
| ---- | --------- |
| 1971 | 7.994     |
| 1980 | 8.190     |
| 1990 | 9.634     |
| 2000 | 8.448     |

| Jahr | Einwohner |
| ---- | --------- |
| 2010 | 7.902     |
| 2020 | 7.272     |
| 2022 | 7.207     |

## Städtepartnerschaften
- Forchheim, Deutschland, seit 2001 (seit 1955 Vertriebenenpatenschaft)
- Nowa Ruda (Neurode), Polen

## Sehenswürdigkeiten
- Stadtbefestigung
- Benediktinerstift Broumov

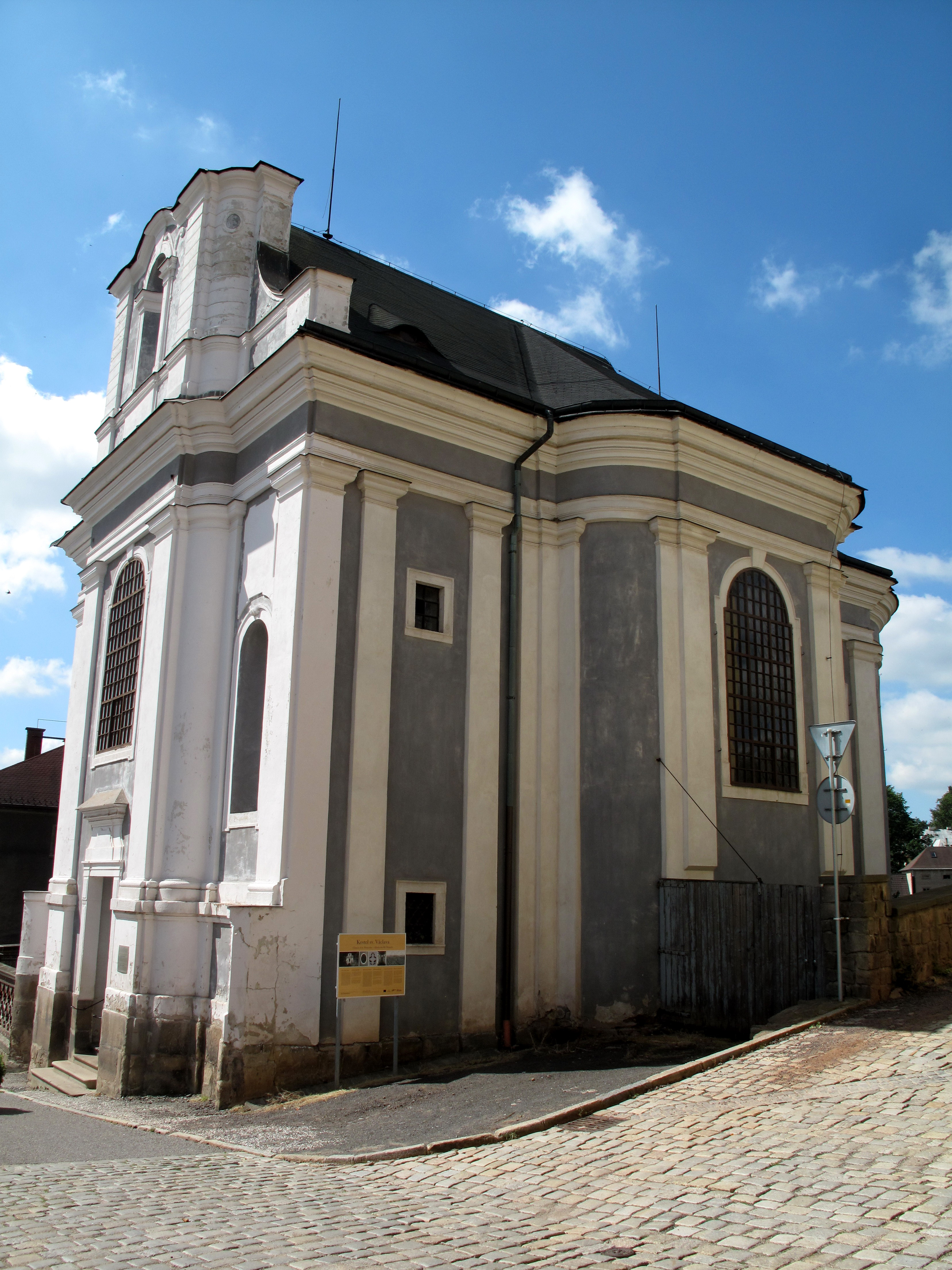
Wenzelskirche

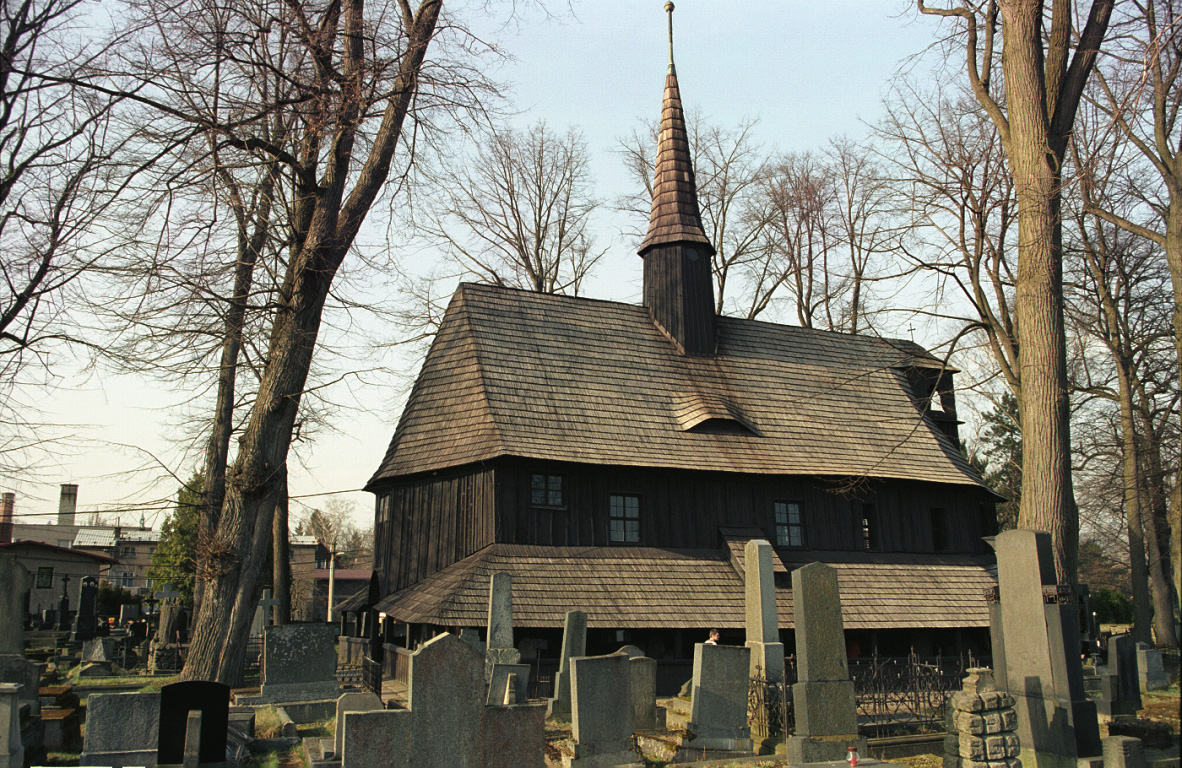
Mariakirche

- Brücke am Weg nach Hauptmannsdorf (Hejtmánkovic) mit Statuen des Hl. Johann Nepomuk und des Hl. Wenzel (19. Jahrhundert)
- Kirche der Hl. Peter und Paul (Kostel svatého Petra a Pavla)
- Kirche des Hl. Wenzel (Kostel svatého Václava)
- Hölzerne Marienkirche am Friedhof
- Statue des Hl. Florian auf dem Kleinen Platz
- Pestsäule mit Statue der Jungfrau Maria auf dem Hauptplatz

## Wirtschaft und Infrastruktur

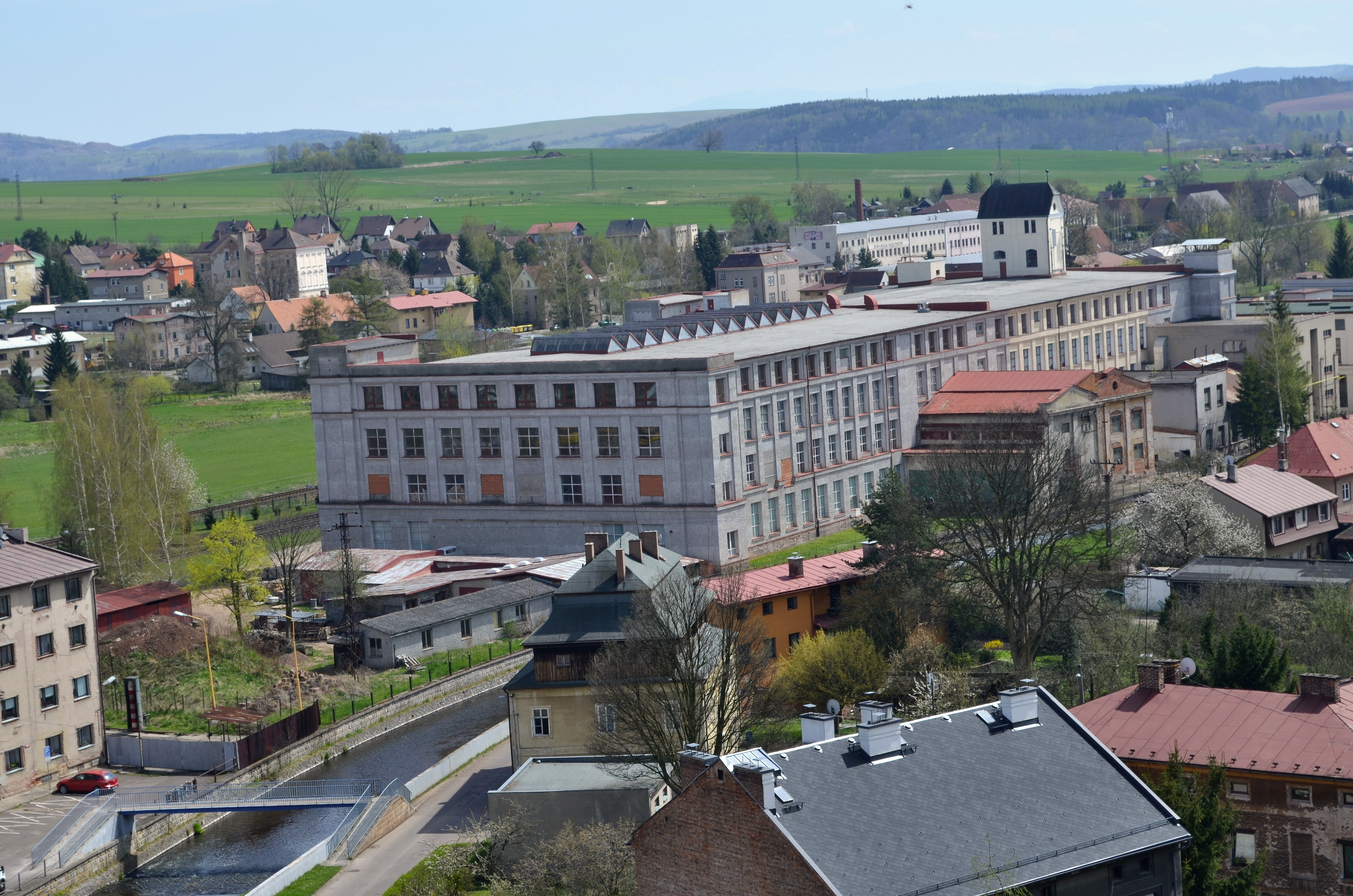
Die Produktionsstätte mit Büros der Weberei Veba

Durch Broumov verlaufen die Landstraßen 302 und 303, eine Autobahnanbindung an die D11 ist geplant.
Der wichtigste Arbeitgeber der Stadt ist die Weberei Veba, die auch zwei Hotels in Broumov unterhält. Eine weitere wichtige Firma ist der Filterschichten–Hersteller Hobra Školník, der am Stadtrand angesiedelt ist.

## Persönlichkeiten
Söhne und Töchter der Stadt

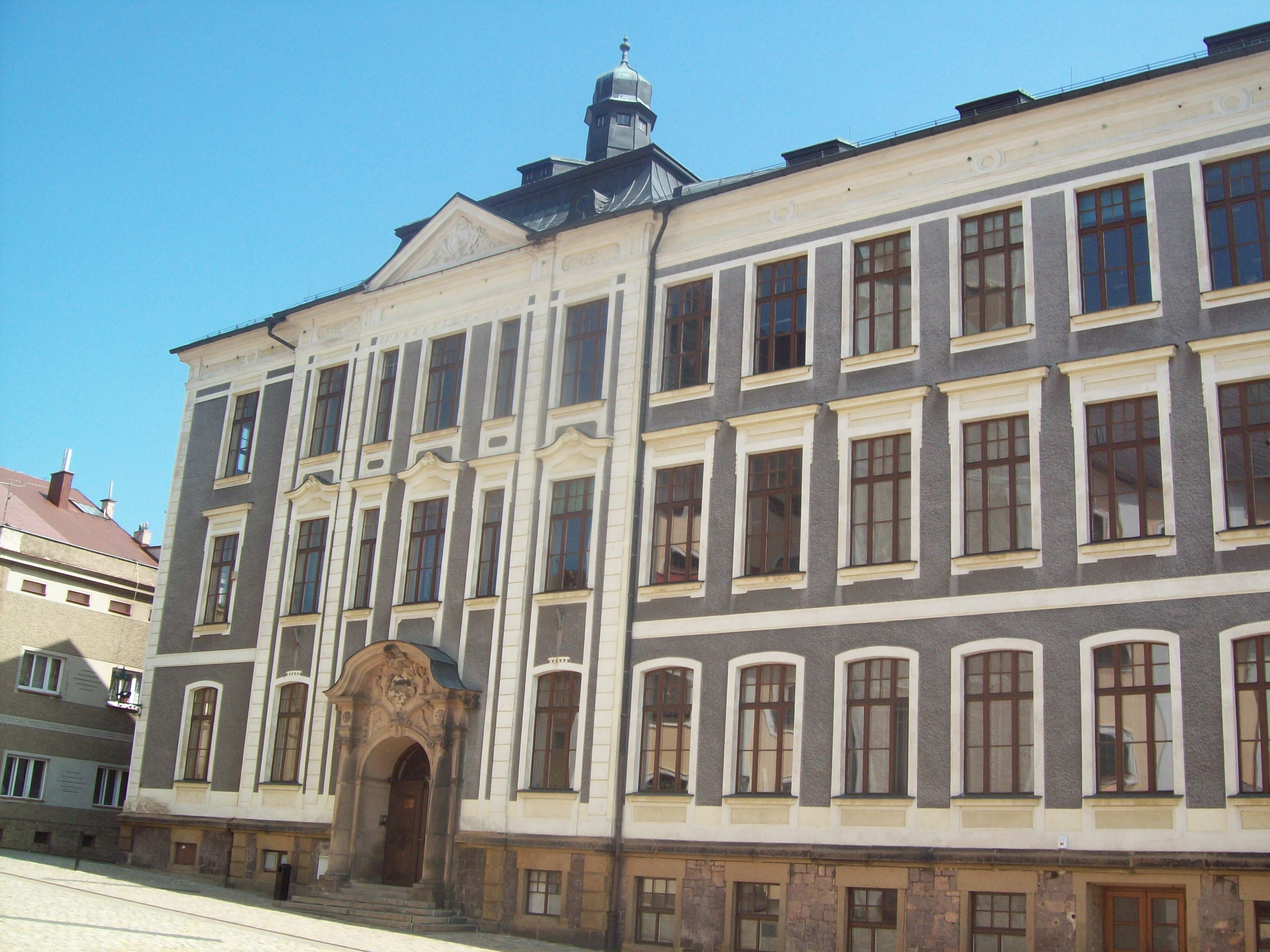
Stiftsgymnasium

- David Müller (1591–1636), Verleger
- Heinrich Kahlert (1638–1702), Zisterzienser, Abt der Klöster Heinrichau im Herzogtum Münsterberg und Zirc in Ungarn
- Johann Baptist Lachenbauer (1741–1799), Bischof von Brünn
- Franz Xaver Fritsch (1797–1870), Schriftsteller
- Franz Liebieg (1799–1878), Textilunternehmer, Bruder von Johann Liebieg
- Johann Liebieg (1802–1870), Textilunternehmer, Bruder von Franz Liebieg
- Johann Nepomuk Rotter (1807–1886), 55. Abt der Doppelabtei Břevnov-Broumov (Breunau/Braunau) 1844–1886[13]
- Franz Ritter von Schmitt (1816–1883), Textilunternehmer
- Julius Lippert (1839–1909), Historiker
- Karl Eppinger (1853–1911), Politiker der Deutschen Fortschrittspartei
- August Kral (1869–1953), österreichischer Diplomat
- Heinrich Eppinger (1897–1990), deutscher Jurist und Hochschullehrer
- Johannes Felzmann (1898–1944), Steyler Missionar und Märtyrer
- Paul Scholz (1902–1995), Minister für Land- und Forstwirtschaft der DDR
- Beda Menzel (1904–1994), Kirchenhistoriker
- Josef Mertin (1904–1998), Musiker und Lehrer
- Reinhard Schlögl (1919–2007), Physiker
- Amadeus Webersinke (1920–2005), Pianist und Organist
- Karl Wrabetz (1928–1997), Chemiker
- Peter K. Vogt (* 1932), Biologe
- Manfred Rudel (1939–2023), Handwerker und Verbandsfunktionär
- Wilfried Weissgärber (* 1941), Kommandant des Niederösterreichischen Landesfeuerwehrverbandes
- Gottfried Boehm (* 1942), Kunsthistoriker und Philosoph
- Hartmann Schmige (* 1944), Schriftsteller
- Heinz Dieter Paul (1943–2019), deutscher Komponist und Dirigent
- Christian Feest (* 1945), Ethnologe
- Jakub Jiroutek (* 1977), Skispringer
- Pavel Krmaš (* 1980), Fußballspieler
- Tomáš Pöpperle (* 1984), Eishockey-Torwart
- Joeri Heerkens (* 2006), niederländisch-tschechischer Fußballtorwart

Ehrenbürger
- Josef von Schroll (1821–1891), Unternehmer

Sonstige Personen
- Alois Jirásek (1851–1930), Schriftsteller und Historiker, besuchte das Stiftsgymnasium
- Jiří Petr (1931–2014), Rektor der Tschechischen Agraruniversität in Prag Suchdol, erwarb am Stiftsgymnasium das Abitur

## Kuriosum
Der deutsche Reichspräsident Paul von Hindenburg dachte zeit seines Lebens, dass Adolf Hitler, der in Braunau am Inn in Oberösterreich geboren wurde, aus dem böhmischen Braunau stamme, und nannte ihn deshalb stets den „böhmischen Gefreiten“. Auch in der deutschen Presse war diese Verwechslung teilweise verbreitet. So fragte Carl von Ossietzky im Juni 1930 in der Zeitschrift Die Weltbühne: „Warum hat eigentlich noch keine deutsche Regierung daran gedacht, Herrn Adolf Hitler aus Braunau (Tschechoslowakei) endlich des Landes zu verweisen?“ Hintergrund dieser Verwechslung, die von Hindenburg wohl als bewusst abwertende Bezeichnung einsetzte, war, dass Hindenburg im Deutschen Krieg 1866 das böhmische Braunau kennengelernt hatte.